# ماریو کابررا
ماریو کابررا (انگلیسی: Mario Cabrera؛ زادهٔ ۹ ژوئیهٔ ۱۹۵۶) بازیکن سابق فوتبال اهل آرژانتین است که در پست مهاجم بازی ‌می‌کرد. او تقریباً تمام دوران حرفه‌ای خود را در اسپانیا گذراند - ۱۲ فصل برای سه تیم، عمدتاً اتلتیکو مادرید به زمین رفت.